# Baix Segre
El Baix Segre és una comarca natural situada al sud-oest del Segrià. En termes geogràfics, el seu territori començaria en el terme municipal d'Alcarràs i seguiria el curs final del riu Segre fins als termes municipals de la Granja d'Escarp i Massalcoreig, a la confluència amb el Riu Cinca.
Els municipis pertanyents en aquesta subcomarca són Aitona, Alcarràs, la Granja d'Escarp, Massalcoreig, Seròs, Soses i Torres de Segre.
Al juliol de 2020 la subcomarca del Baix Segre ha patit un confinament, on també s'hi han inclòs la ciutat de Lleida i les entitats descentralitzades de Sucs i de Raimat, pertanyents aquestes darreres al municipi de Lleida i a la subcomarca del Pla de Llitera.

## Arxiprestat del Baix Segre
Un dels arxiprestats del bisbat de Lleida és l'Arxiprestat del Baix Segre, que malgrat aquest nom, no només inclou els municipis de la comarca natural del Baix Segre, sinó que també hi pertanyen municipis segrianencs de les subcomarques de les Garrigues Històriques o Segrià Sec, del Pla de Lleida, i del Pla de Llitera, amb les següents parròquies:
- Aitona (Sant Antolí, màrtir)
- Albatàrrec (Transfiguració del Senyor)
- Alcanó (Sant Pere, apòstol)
- Alcarràs (Assumpció de la Mare de Déu)
- Alfés (Sant Pere, apòstol)
- Almacelles (Mare de Déu de la Mercè)
- Gimenells (Mare de Déu del Roser)
- Granja d'Escarp, La (Sant Jaume, apòstol)
- Massalcoreig (Sant Bartomeu, apòstol)
- Montoliu de Lleida (Nativitat de la Mare de Déu)
- Pla de la Font, (Església de Sant Josep Obrer)
- Raimat (Sagrat Cor)
- Seròs (Nativitat de la Mare de Déu)
- Soses (Sant Llorenç, màrtir)
- Sucs (Assumpció de la Mare de Déu)
- Sudanell (Sant Pere, apòstol)
- Sunyer (Nativitat de la Mare de Déu)
- Torres de Segre (Assumpció de la Mare de Déu)